# 游朝凱
游朝凱（英語：Charles Yu，1976年1月3日—）是美國作家。 他的小說包含《時光機修復師的生存對策》和短篇小說集《三流超級英雄》和《對不起，請，謝謝》。 2007年，游朝凱獲選為國家圖書基金會（National Book Foundation） 「傑出青年作家獎」。
他以小說《內景唐人街》獲得2020年美國國家圖書獎最佳小說獎。

## 生涯
1976年，游朝凱出生於美國洛杉磯，畢業於加利福尼亞大學柏克萊分校，主修分子與細胞生物學，並獲得創意寫作專業學士學位，後來獲得哥倫比亞大學法律博士，曾是執業律師，目前專職創作。游朝凱曾被《紐約時報》選為年度十大小說家，擔任過HBO《西方極樂園》（Westworld）編劇。

## 家庭
游朝凱的父親游銘泉和母親林玲娟均來自台灣，弟弟游朝敏是演員兼電視劇作家，曾製作《開心漢堡店》獲得美國艾美獎最佳動畫節目獎。

## 外部連結
- 網路推理小說資料庫上的Charles Yu
- SF Encyclopedia entry （页面存档备份，存于）
- 2010 Interview on the Geek's Guide to the Galaxy podcast （页面存档备份，存于）
- 2011 radio interview （页面存档备份，存于） at The Bat Segundo Show